# Archibald Macallum

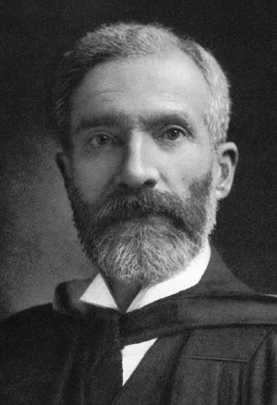
Archibald Macallum

Archibald Byron Macallum (ur. 1858 w Belmont, zm. 1934) – kanadyjski biochemik, założyciel National Research Council of Canada.
Od 1886 roku wykładał na Uniwersytecie Toronto. W 1888 roku zdobył stopień doktora na Uniwersytecie Johnsa Hopkinsa. W 1889 roku ukończył medycynę. Od 1901 roku członek Canadian Royal Society, od 1906 roku Royal Society. Wykładowca na Uniwersytecie Toronto, później objął wydział biochemii na Uniwersytecie McGill. Trzy lata starał się o założenie National Research Council of Canada; jego działania zakończyły się sukcesem. Odegrał kluczową rolę przy powstaniu Ontario Library Associaton.